# Friuli Isonzo Cabernet
Il Friuli Isonzo Cabernet è un vino DOC la cui produzione è consentita nella provincia di Gorizia.

## Caratteristiche organolettiche
- colore: rosso rubino intenso.
- odore: vinoso, intenso, gradevole con profumo erbaceo caratteristico.
- sapore: asciutto, di corpo, leggermente erbaceo, gradevole, vellutato.

## Produzione
Provincia, stagione, volume in ettolitri
- Gorizia  (1990/91)  1162,87
- Gorizia  (1991/92)  1233,95
- Gorizia  (1992/93)  1299,12
- Gorizia  (1993/94)  1080,63
- Gorizia  (1994/95)  977,75
- Gorizia  (1995/96)  739,59
- Gorizia  (1996/97)  964,94